# Lionel Monod
Pour les articles homonymes, voir Monod.
 (septembre 2022).
Lionel Monod est un arachnologiste suisse né à Genève spécialiste des scorpions, et plus particulièrement de la famille des Liochelidae. Il travaille au muséum d'histoire naturelle de Genève et à l'université de Genève.

## Taxons dédiés
- Tityobuthus monodi Lourenço, 2000
- Teutamus lioneli Dankittipakul, Tavano & Singtripop, 2012

## Taxons décrits
- Ananteris guyanensis Lourenço & Monod, 1999
- Brazilobothriurus Lourenço & Monod, 2000
- Brazilobothriurus pantanalensis Lourenço & Monod, 2000
- Broteochactas polisi Monod & Lourenço, 2001, désormais Hadrurochactas polisi (Monod & Lourenço, 2001)
- Hemiscorpius acanthocercus Monod & Lourenço, 2005
- Hemiscorpius enischnochela Monod & Lourenço, 2005
- Hormiops infulcra Monod, 2014
- Hormurus ancylolobus Monod & Prendini, 2023
- Hormurus araiaspathe Monod & Prendini, 2023
- Hormurus barai Monod & Prendini, 2023
- Hormurus cameroni Monod & Prendini, 2023
- Hormurus hypseloscolus Monod & Prendini, 2023
- Hormurus ischnoryctes Monod & Prendini, 2013
- Hormurus krausi Monod & Prendini, 2023
- Hormurus macrochela Monod, 2013
- Hormurus maiwa Monod & Prendini, 2023
- Hormurus menapi Monod & Prendini, 2023
- Hormurus muyua Monod & Prendini, 2023
- Hormurus ochyroscapter Monod, 2013
- Hormurus oyatabu Monod & Prendini, 2023
- Hormurus oyawaka Monod & Prendini, 2023
- Hormurus sibonai Monod & Prendini, 2023
- Hormurus slapcinskyi Monod & Prendini, 2023
- Hormurus sporacanthophorus Monod & Prendini, 2023
- Hormurus tagula Monod & Prendini, 2023
- Hormurus yela Monod & Prendini, 2023
- Liocheles litodactylus Monod & Volschenk, 2004